# The Broadway Bubble
The Broadway Bubble er en amerikansk stumfilm fra 1920 af George L. Sargent.

## Medvirkende
- Corinne Griffith som Adrienne Landreth / Drina Lynn
- Joe King som Geoffrey Landreth
- Stanley Warmerton som Fred Corliss
- Robert Gaillard som Higginson